# Marcin Kędzierski
Marcin Kędzierski (ur. 27 czerwca 1969 w Radomiu) – polski malarz i grafik.

## Wykształcenie
Studiował na Wydziale Grafiki Akademii Sztuk Pięknych (ASP) w Warszawie. W 1998 uzyskał dyplom w Pracowni Plakatu prof. Mieczysława Wasilewskiego. W latach 1997–1998 gościnnie na Wydziale Malarstwa ASP w Warszawie w pracowni prof. Leona Tarasewicza.

## Działalność artystyczna
Od wczesnego dzieciństwa związany z Warszawą. Interesuje się miastem i jego mieszkańcami. Banalne sceny warszawskie, tj. autobusowy przystanek, ulica, metro, zostają przekształcone w ramę nadającą egzystencjalnego charakteru prostym bohaterom jego obrazów.
 
Swój debiut artystyczny zanotował dokładnie na przełomie wieku w latach 1998-2001. Mimo to rezygnuje z publicystycznego charakteru swojej twórczości typowego dla jego rówieśników i maluje stop-klatki zwykłych miejskich obserwacji. Innym tematem, który podejmuje jest Blokowisko – wielki zespół mieszkaniowy (z fr. grand ensemble), legendarna maszyna do mieszkania, utopia architektury modernistycznej, która miała służyć ludziom zapewniając im lepszy komfort życia.

Szare, brudne, anonimowe w różny sposób inspirowało i inspiruje wielu polskich twórców sztuki współczesnej. Znamy je z osobistego zapisu Józefa Robakowskiego w filmie Z mojego okna (1978/1999). Na różne sposoby gości w sztuce młodego pokolenia np. Teresy Czepiec-Chwedeczko, autorki forum internetowego związanego z jej osiedlem, Pawła Althamera (Bródno 2000), Przewodniku Łukasza Skąpskiego; czy artystycznych działaniach członków grupy Ładnie: Marcina Maciejowskiego, Rafała Bujnowskiego, Wilhelma Sasnala (Życie codzienne w Polsce).
 
Twórczość Marcina Kędzierskiego inspirowana codziennością nie jest więc odosobniona. Rzadko jednak zdarza się optymistyczne i obiecujące na przyszłość demonstrowanie i komentowanie egzystencji w murach stworzonych przez wyznawców funkcjonalizmu spod znaku Le Corbiusiera. Kędzierski poprzez pozytywne ukazywanie tego, co stanowi jego najbliższe otoczenie, próbuje jako człowiek i artysta określić swoje miejsce w miejskiej przestrzeni społecznej, zarazić miłością do betonowej ojczyzny. W swoim malarstwie nawiązuje do twórczości Andrzeja Wróblewskiego oraz Jarosława Modzelewskiego. Inspiruje się również twórczością Edwarda Hoppera.
W roku 2004 wraz z Małgorzatą Wardą założył Grupę Miejską zajmującą się artystycznym komentowaniem miasta, działaniem w przestrzeni publicznej.

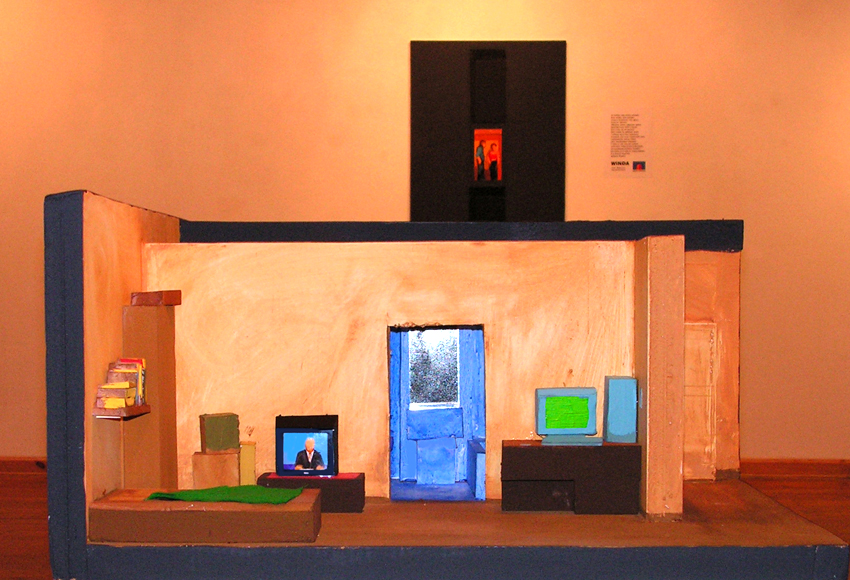
Kawalerka, z wystawy "Miejsce Zamieszkania" - Galeria Bałtycka w Ustce 2005

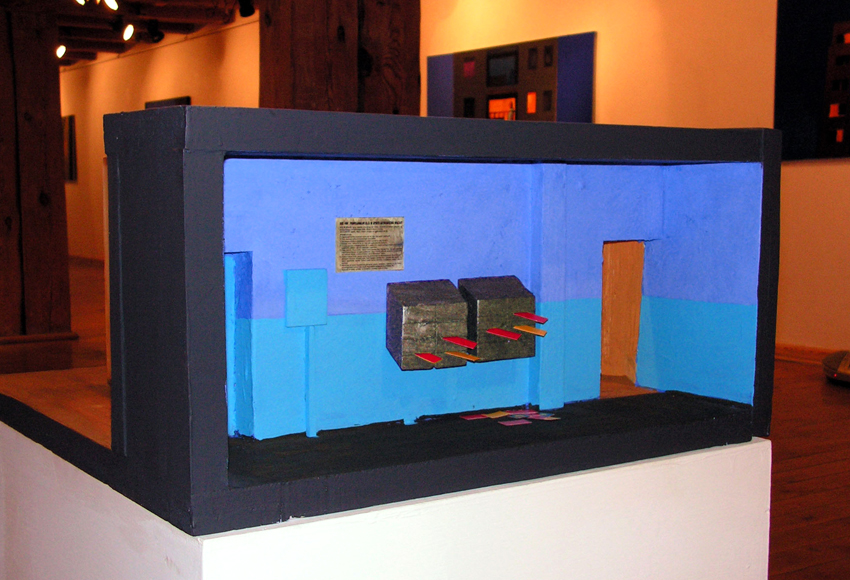
Klatka, z wystawy "Miejsce Zamieszkania" - Galeria Bałtycka w Ustce 2005

## Nagrody i wyróżnienia
- 2003 - wyróżnienie na 36. Ogólnopolskim Konkursie Malarstwa "Bielska Jesień", Galeria Bielska BWA za obraz Oczekiwanie-czerwone
- 2008 - wyróżnienie na Międzynarodowym Konkursie Malarskim The Picture in a Public Space, Poznań

## Wybrane wystawy

### Indywidualne
- 2010 - Otwarty Garaż, Ludna 9, Warszawa
- 2009 - Marcin Kędzierski i Sándor Krisztián, Galeria Platán, Budapeszt
- 2008 - Miejsce Zamieszkania, Galeria Sandhofer, Innsbruck
- 2007 - Miejsce Zamieszkania, Salon Sztuki, Warszawa
- 2005 - Miejsce Zamieszkania, Galeria Bałtycka, Ustka
- 2003 - Podziemie, Galeria Schody, Warszawa
- 2003 - Obrazy Miasta, Galeria Zakręt, Warszawa

### Zbiorowe
- 2012 - Pejzaż Współczesny, Miejska Galeria Sztuki, Częstochowa
- 2009 - Re:wizje Inwazja Sztuki Niezależnej, Warszawa
- 2008 - Obraz Przestrzeni Publicznej, Galeria Sztuki Współczesnej Profil, Poznań
- 2005 - Warszawski Festiwal Sztuk Pięknych, Galeria DAP OW ZPAP, Warszawa
- 2004 - Czarnagaleria, Fabryka Trzciny, Warszawa
- 2004 - II Konkurs im. Mariana Michalika, Miejska Galeria Sztuki, Częstochowa
- 2003 - Bielska Jesień, Galeria Bielska BWA, Bielsko-Biała
- 2003 - Kozłowski, Dąbrowski, Kędzierski, Otwarta Pracownia, Kraków
- 2003 - Bez komentarza, Galeria DAP OW ZPAP, Warszawa
- 2002 - Figuranci, Centrum Sztuki Współczesnej, Poznań
- 2002 - Supermarket Sztuki III: Ludzie i przedmioty, Galeria DAP OW ZPAP, Warszawa
- 2001 - Supermarket Sztuki II: Wybór należy do ciebie, Galeria DAP OW ZPAP, Warszawa